# Schacht-Audorf
Schacht-Audorf là một đô thị thuộc huyện Rendsburg-Eckernförde, trong bang Schleswig-Holstein, nước Đức. Đô thị Schacht-Audorf có diện tích 6,52 km², dân số thời điểm 31 tháng 12 năm 2006 là 4571 người. Đô thị này tọa lạc bên Kiel Canal, khoảng 3 km về phía đông của Rendsburg, và 27 km về phía tây của Kiel.